# Songs from the Night Before
Albums de David Sanborn
Pearls
(1995) Inside
(1999)
Songs from the Night Before est le dix-septième album du saxophoniste David Sanborn sorti en 1996.

## Liste des morceaux
1. Relativity (D. Sanborn/ Ricky Peterson)
2. D.S.P. (D. Sanborn/ Ricky Peterson/ Paul Peterson)
3. Rikke (D. Sanborn)
4. Listen Here (Eddie Harris/ Lynn Keyes)
5. Spooky (Michael Shapiro/ Harry Middlebrooks/ Buddy Buie/ J.R. Cobb)
6. Missing You (D. Sanborn/ Ricky Peterson)
7. Rumpelstiltskin (D. Sanborn/ Ricky Peterson)
8. Infant eyes (Wayne Shorter)
9. Southern exposure (D. Sanborn/ Ricky Peterson/ Paul Peterson)

## Personnel

### le groupe
- David Sanborn – saxophone alto
- Paul Peterson – guitare, programmation
- Dean Brown – guitares
- Ricky Peterson - Claviers, basse et programmation (drums samples)
- Don Alias – percussions

### musiciens additionnels
- Will Lee - basse ("Missing you")
- Pino Palladino - basse fretless ("Rikke")
- Steve Jordan - Batterie
- Philip Upchurch - guitare ("Souther exposure")